# 我與我 兩個綠蒂
《我與我 兩個綠蒂》是在日本電視台所播映的三井不動產動畫世界的日本電視動畫作品，改編自德國作家埃利希·克斯特納1949年發表的兒童文學作品《天生一對》 （页面存档备份，存于）（Das doppelte Lottchen）。自1991年11月9日播至次年1992年9月5日，全29話。
而且，從1998年1月7日到同年2月18日為止於NHK衛星第2頻道、BS名作動畫劇場的星期一～星期五8:05～8:30或是8:15～8:40時段再次重播。

## 概要
- 原作是艾里希‧凱斯特納的作品『Das doppelte Lottchen』(兩個綠蒂)[1][2]全29話。
- 迪士尼1998年的電影天生一對(雙親陷阱)《The Parent Trap》就是以這部故事為藍本，所做出來的電影故事。
- 作為BGM的約翰尼斯·布拉姆斯的4手連彈的華爾滋集Op.39的A大調被平凡的使用。至於其他的曲子在BGM也有在使用，在Sound Track中也有使用。
  - 約翰·史特勞斯2世的華爾滋「維也納森林的故事」Op.325
  - 沃爾夫岡·阿瑪迪斯·莫札特的管絃樂的協奏交響曲所變的E大調 K.Anh.9 (297b)
  - 約翰·賽巴斯丁·巴哈的組曲第3號 BWV827

## 故事
故事起源於原作的東西，而且能衷於原作。第4話「作戰開始」的“放煙火讓老師驚訝的故事”與第13話「綠蒂的大危機！」的“不會游泳的綠蒂進到河裡游泳的故事”是受到『淘氣的雙胞胎 克萊爾學院物語』的影響。詳細請參照『兩個綠蒂』。在慕尼黑的綠蒂家裡有引進電話來使用事情等等，和原作有些微的差異(在1949年當時一般家庭裡並不普及使用電話的事情)。

## 登場人物
綠蒂·寇納（Lotte Korner，配音員：佐久間玲）
雙胞胎的妹妹，住在慕尼黑。生日是10月14日。有著老實的個性，會處理全部家事。被母親稱為「小主婦」。在功課方面很擅長算數，但對於運動方面很不擅長運動。非常喜歡鋼琴，有專業的能力，不過很討厭煎蛋捲。
露意絲·帕爾菲（Luise Palfy，配音員：鶴弘美）
雙胞胎的姊姊，住在維也納。生日是10月14日。有著男人婆般出眾的運動神經，在功課方面並不算擅長，算數方面更不擅長。非常喜歡煎蛋捲，會把它分給5人平分。家事都是女傭蕾西做的，她自己本身並不有做過。
路德維希·帕爾菲（Ludwig Palfy，配音員：富山敬）
綠蒂與露意絲的爸爸。是個天才音樂家、作曲家和歌劇的指揮。
露意絲綠蒂·寇納（Luiselotte Korner，配音員：吉田理保子）
綠蒂與露意絲的媽媽。
楚德（Trude，配音員：金井美香）
從維也納來到孩子之家的女孩子。與露意絲同個學校一直和她是同班的最好的朋友。與克莉絲汀娜一組會變得很糟糕。
史蒂菲（Steffi，配音員：三浦雅子）
從維也納來到孩子之家的女孩子。有著溫柔的個性。很老實，怕被欺負。是個愛吃鬼，就算掉了會想吃。
莫妮卡（Monica，配音員：兼子由利子）
從維也納來到孩子之家的女孩子。總是和露意絲和楚德玩的夥伴。會說夢話「媽媽··」還有哭鬧等，被朋友認為是很愛撒嬌的孩子，但她本人否定。
克莉絲汀娜（Christine，配音員：興梠里美）
從維也納來到孩子之家的女孩子。學校與露意絲不同，到孩子之家以前和露意絲就是朋友。口氣很壞，是個麻煩製造者。
妮娜（Nina，配音員：天野由梨）
從慕尼黑來到孩子之家的女孩子。學校與綠蒂不同，是在去孩子之家的公車中與綠蒂認識成為朋友。有著像模範生的言行，但相反的與克莉絲汀娜對峙的時候很倔強，有張靈巧的嘴。
布麗姬特（Brigitte，配音員：山崎和佳奈）
從維也納來到孩子之家的女孩子。是有錢人的孩子，沒有風度，非常吝嗇。
史特羅布爾（Strobl，配音員：西川幾雄）
經常來帕爾菲家看病的醫生。與路德維希和露意絲是朋友，為了歌劇總會來捧場。綠蒂生病的時候也為她看診。
蕾西（Resi，配音員：片岡富枝）
帕爾菲家的女傭阿姨。經常偷懶工作而在釣魚。對露意絲說謊。不過不是個壞人。
伯諾主編（Redakteur Bernau，配音員：秋元羊介）
慕尼黑圖社的主編。露意絲綠蒂‧寇納（雙胞胎的媽媽）的上司和吵架朋友。有著像好丈夫般的好人，單身。隱約的被露意絲綠蒂所吸引。
伊蓮娜·蓋拉赫（Irene Gerlach，配音員：潘惠子）
有錢的大小姐。喜歡路德維希·帕爾菲（雙胞胎的爸爸），有一時對他求婚而很成功。因為被以大小姐般的養育者，說話常常以自我為中心，有顆純真的心。
蓋拉赫（Herr Gerlach，配音員：八木光生）
伊蓮娜的父親。
穆特修斯老師（Fraulein Muthesius，配音員：前田敏子）
孩子之家裡的老師。
烏爾麗克老師（Fraulein Ulrika，配音員：安永沙都子）
孩子之家裡的老師。
艾佩爾道爾（Eipeldauer，配音員：島香裕）
安妮（Annie，配音員：高乃麗）
瑪莉亞（Maria，配音員：荒木香惠）
蜜莉亞（Milia，配音員：大谷育江）
伊爾絲·默克（Ilse Merck，配音員：川田妙子）
身體嬌小的老實女孩子。經常被欺負孩子的安妮給欺負。
英格（Inge，配音員：淵崎有里子）
漢斯（Hans，配音員：中原茂）
賈貝雷（Gabele，配音員：北村弘一）
住在帕爾菲家隔壁賣不出畫的畫家。
萊特納夫人（Frau Leitner，配音員：千千松幸子）
康尼（Cannie，配音員：福田信昭）
胡伯師傅（Chef Huber，配音員：辻親八）
懷根塔勒（Wigenthaler，配音員：秋元千賀子）
雷康奈柯格爾老師（Fraulein Reconnekogel，配音員：安達忍）
庫斯泰特納老師（Fraulein Khustetner，配音員：東美江）
格魯克鮑爾老師（Fraulein Gluckbaul，配音員：勝生真沙子）
旁白（Narration，配音員：久米明）
本故事的解說員。擔任解說故事的部分。
佩佩爾（Pepere）

## 主題歌、插入歌
- 片頭曲「想像的關係」(第1話~第29話)
  - 作詞：及川眠子、作曲：松本俊明、編曲：門倉聰、歌：Wink
- 片尾曲「回憶中的女主角」(第1話~第29話)
  - 作詞：及川眠子、作曲：門倉有希、編曲：門倉聰、歌：Wink

## 標題播映表
| 話數 | 副標題             | 播映日         | 腳本     | 分鏡       | 演出       | 作畫監督         |
| ---- | ------------------ | -------------- | -------- | ---------- | ---------- | ---------------- |
| 1    | 相遇               | 1991年11月9日  | 翁妙子   | 兒玉兼嗣   | 岡崎幸男   | 本木久年         |
| 2    | 命運的絲線         | 1991年11月16日 | 翁妙子   | 兒玉兼嗣   | 中野賴道   | 杉山東夜美       |
| 3    | 湖畔的誓言         | 1991年11月23日 | 翁妙子   | 知吹愛弓   | 中野賴道   | 杉山東夜美       |
| 4    | 做戰開始           | 1991年11月30日 | 翁妙子   | 兒玉兼嗣   | 山本泰一郎 | 佐佐木惠子       |
| 5    | 雙胞胎的漫長一天   | 1991年12月7日  | 島田滿   | 兒玉兼嗣   | 中野賴道   | 本木久年         |
| 6    | 名廚師與迷廚師     | 1991年12月14日 | 島田滿   | 岡崎幸男   | 知吹愛弓   | 杉山東夜美       |
| 7    | 在第一次的課堂上…  | 1991年12月21日 | 島田滿   | 知吹愛弓   | 岡崎幸男   | 杉山東夜美       |
| 8    | 爸爸的生日         | 1992年1月11日  | 島田滿   | 兒玉兼嗣   | 山本泰一郎 | 佐佐木惠子       |
| 9    | 媽媽親手做料理     | 1992年1月18日  | 山崎晴哉 | 岡崎幸男   | 岡崎幸男   | 本木久年         |
| 10   | 天才鋼琴家誕生     | 1992年1月25日  | 山崎晴哉 | 兒玉兼嗣   | 知吹愛弓   | 兵頭敬           |
| 11   | 小偵探團           | 1992年2月1日   | 島田滿   | 兒玉兼嗣   | 中野賴道   | 杉山東夜美       |
| 12   | 追究秘密           | 1992年2月8日   | 島田滿   | 青木悠三   | 山本泰一郎 | 佐佐木惠子       |
| 13   | 綠蒂的大危機！     | 1992年2月15日  | 翁妙子   | 岡崎幸男   | 岡崎幸男   | 山本清           |
| 14   | 不能彈鋼琴了       | 1992年2月22日  | 翁妙子   | 青木悠三   | 知吹愛弓   | 兵頭敬           |
| 15   | 幫助綠蒂！         | 1992年2月29日  | 山崎晴哉 | 兒玉兼嗣   | 中野賴道   | 杉山東夜美       |
| 16   | 命運的捉弄         | 1992年3月7日   | 山崎晴哉 | 山本泰一郎 | 山本泰一郎 | 佐佐木惠子       |
| 17   | 慕尼黑的大騷動     | 1992年3月14日  | 島田滿   | 兒玉兼嗣   | 岡崎幸男   | 山本清           |
| 18   | 爸爸與媽媽的重逢   | 1992年3月21日  | 島田滿   | 青木悠三   | 中野賴道   | 兵頭敬           |
| 19   | 爸爸不知道的！？   | 1992年3月28日  | 翁妙子   | 知吹愛弓   | 知吹愛弓   | 阿部純子         |
| 20   | 新夥伴·賈貝雷先生  | 1992年4月11日  | 翁妙子   | 山本泰一郎 | 山本泰一郎 | 佐佐木惠子       |
| 21   | 爸爸不結婚了！     | 1992年4月18日  | 翁妙子   | 青木悠三   | 中野賴道   | 山本清、阿部純子 |
| 22   | 綠蒂危險啊！？     | 1992年5月9日   | 山崎晴哉 | 青木悠三   | 岡崎幸男   | 杉山東夜美       |
| 23   | 對不起！媽媽       | 1992年5月23日  | 山崎晴哉 | 山本泰一郎 | 山本泰一郎 | 兵頭敬           |
| 24   | 等待的綠蒂！       | 1992年7月4日   | 山崎晴哉 | 青木悠三   | 岡崎幸男   | 瀧口禎一         |
| 25   | 恢復的愛！？       | 1992年7月18日  | 島田滿   | 知吹愛弓   | 知吹愛弓   | 山本清           |
| 26   | 不要再見，不要！   | 1992年8月1日   | 翁妙子   | 山本泰一郎 | 中野賴道   | 兵頭敬、阿部純子 |
| 27   | 只有一個兩人的願望 | 1992年8月15日  | 翁妙子   | 兒玉兼嗣   | 岡崎幸男   | 山本清           |
| 28   | 最棒的生日         | 1992年8月29日  | 翁妙子   | 兒玉兼嗣   | 山本泰一郎 | 平山智、阿部純子 |
| 29   | 第一次家族旅行     | 1992年9月5日   | 島田滿   | 兒玉兼嗣   | 岡崎幸男   | 阿部純子         |

## 音樂劇
1992年7月20日到同年8月31日為止，後樂園家庭音樂劇「我與我 兩個綠蒂」在後樂園冰宮劇場輪番上演。

### 職員
- 演出，脚本 … 藤村信一
- 作曲，音樂監督 … 山口琇也
- 舞蹈師 … 神雄二
- 動畫協力 … TMS Entertainment
- 製作人 … 山田比古三
- 製作 … 想像音樂劇、今川由香里
- 主辦 … 讀賣新聞社、報知新聞社

### 主要登場人物
- 綠蒂 … 佐藤舞
- 露意絲 … 本間惠里
- 綠蒂的媽媽 … 森田惠
- 露意絲的爸爸 … 三木清隆
- 伊蓮娜（兩人交替演出） … 村田香織、木村多江
- 蕾西 … 大和撫子

## 其他
- 現在，為了版權的問題（原作者凱斯特納在1974年去世，因為著作權的保護期間到2024年12月31日為止都存在者），因此完全沒有DVD化，還有重播。
- 由於商標登錄的關係「兩個綠蒂」是不能夠使用的，所以動畫再加上「我與我」，變成「我與我 兩個綠蒂」成為正式的標題。
- 2009年現在，動畫公司TMS Entertainment的所製作的官方網頁，隨著官方網頁的更新「我與我」的介紹頁面被抹消掉了。（只更新以前所記載的內容而已）。

## 媒體、出版物 等等
- 錄影帶（VHS）全8巻發賣，但是現在已經絕版了。（第8巻的初回特典是本故事的重要的關鍵，雙胞胎的照片收入在裡面）發賣，販賣元：VAP
- 電視動畫的原單行本已被白楊公司所出版。
  - 艾里希·凱斯特納、里美有紀 『我與我 兩個綠蒂』 白楊社、1992年。ISBN 4591037185
  - 艾里希·凱斯特納、里美有紀 『我與我(2) 兩個綠蒂最棒的生日』 白楊社、1992年。ISBN 4591041700

## 外部連結
- （日語） 東京電影官網介紹 （页面存档备份，存于）
- （日語） CD『東京電影文集4 1983～1991 （页面存档备份，存于）』的網站主題歌「想像的關係」與「回憶中的女主角」的視聽。